# César Alberto Espinoza
César Alberto Espinoza (9 de agosto de 1974) é um ex-futebolista venezuelano que atuava como goleiro.

## Carreira
César Alberto Espinoza integrou a Seleção Venezuelana de Futebol na Copa América de 1997.